# Bad Goisern am Hallstättersee
Bad Goisern am Hallstättersee (do 1955 Goisern, do 25 czerwca 2008 Bad Goisern) – uzdrowiskowa gmina targowa w Austrii, w kraju związkowym Górna Austria, w powiecie Gmunden. Leży nad rzeką Traun. Liczy ok. 7,5 tys. mieszkańców. W latach 90. XX wieku kilkakrotnie rozgrywano tutaj zawody Pucharu Świata w kombinacji norweskiej.